# Gianni e Pinotto detectives
Gianni e Pinotto detectives (Who Done It?) è un film interpretato da Bud Abbott e Lou Costello, meglio noti in Italia come Gianni e Pinotto.

## Trama
Chick e Mervin  sognano di diventare autori di radiorammi di mistero a base di omicidi. Un uomo viene assassinato durante la trasmissione a cui stanno assistendo. Si fingono poliziotti e decidono di investigare. I veri poliziotti li vedono e i due devono fuggire. Mentre Chick e Mervin stanno scappando nel retro di un mezzo, Mervin sente in radio che ha vinto un bel mucchio di soldi ma ha poco tempo per ritirarli o per telefonare. Non possono entrare perché nel posto vigilano i poliziotti, non possono telefonare perché la centralinista seguita a dire che la linea è occupata. Riesce pochissimo prima della scadenza a ritirare i soldi e una radio. I poliziotti li vedono e li arrestano, poi li lasciano liberi perché una donna innamorata di Mervin promette a un poliziotto che si è fatto ammanettare da Merin che lo libera se poi li lascia andare. Egli accetta e, dopo che un trucco ha fatto scovare l'assassino, Chick e Mervin lo inseguono sul tetto e riescono dopo tanti pericoli a catturarlo e farlo arrestare.

## Curiosità
Nella scena in cui Costello accende la radio che ha appena vinto, si sentono le voci di Abbott e Costello nel ruolo di loro stessi.